# 鄂家遗址
鄂家遗址，位于中国青海省民和县中川乡美一村，为第八批青海省文物保护单位，公布日期为2008年4月10日，类型为古遗址。
鄂家遗址的历史年代为新石器时代至青铜时代。